# Aglauropsis edwardsi
Aglauropsis edwardsi är en nässeldjursart som beskrevs av Pagès, Bouillon och Gili 1991. Aglauropsis edwardsi ingår i släktet Aglauropsis och familjen Olindiasidae. Inga underarter finns listade i Catalogue of Life.